# Новосиньково
Новосинько́во (рос. Новосиньково) — селище у складі Дмитровського міського округу Московської області, Росія.

## Населення
Населення — 8073 особи (2010; 6438 у 2002).
Національний склад (станом на 2002 рік):
- росіяни — 93 %